# Сигвард Бернадот, граф Висборгский
Сигвард Бернадот, граф Висборгский (швед. Sigvard Oscar Fredrik Bernadotte, официально известен под титулом Принц Сигвард, Герцог Уппландский; 7 июня 1907, Дроттнингхольм — 4 февраля 2002, Стокгольм) — второй сын короля Густава VI Адольфа Шведского и его первой жены, принцессы Маргариты Коннаутской; шведский художник и промышленный дизайнер.

## Образование и профессия

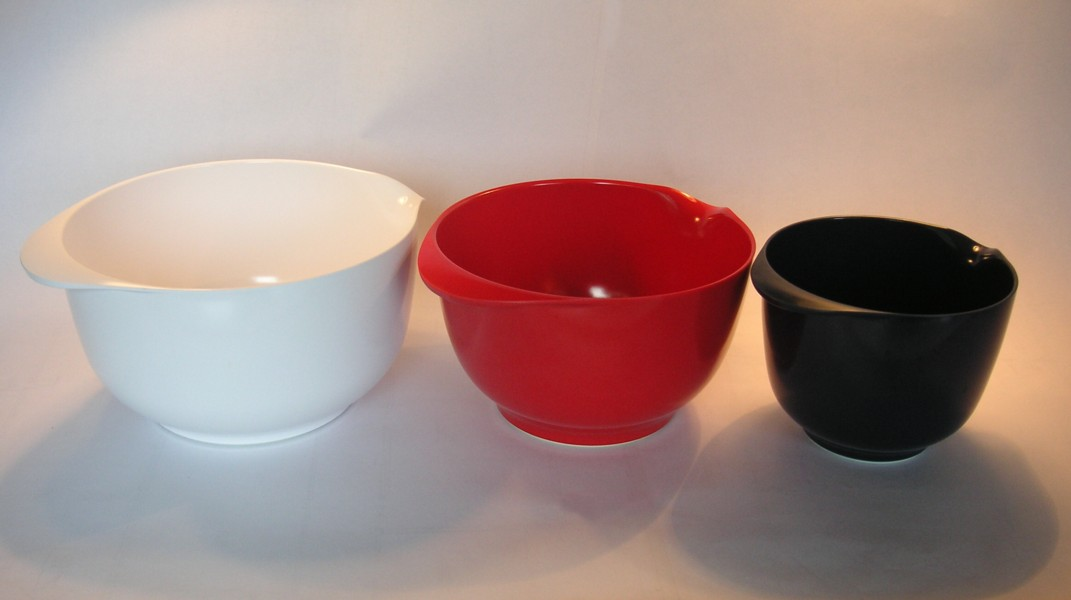
Пластмассовые чашки серии Margrethe, спроектированные Сигвардом Бернадотом

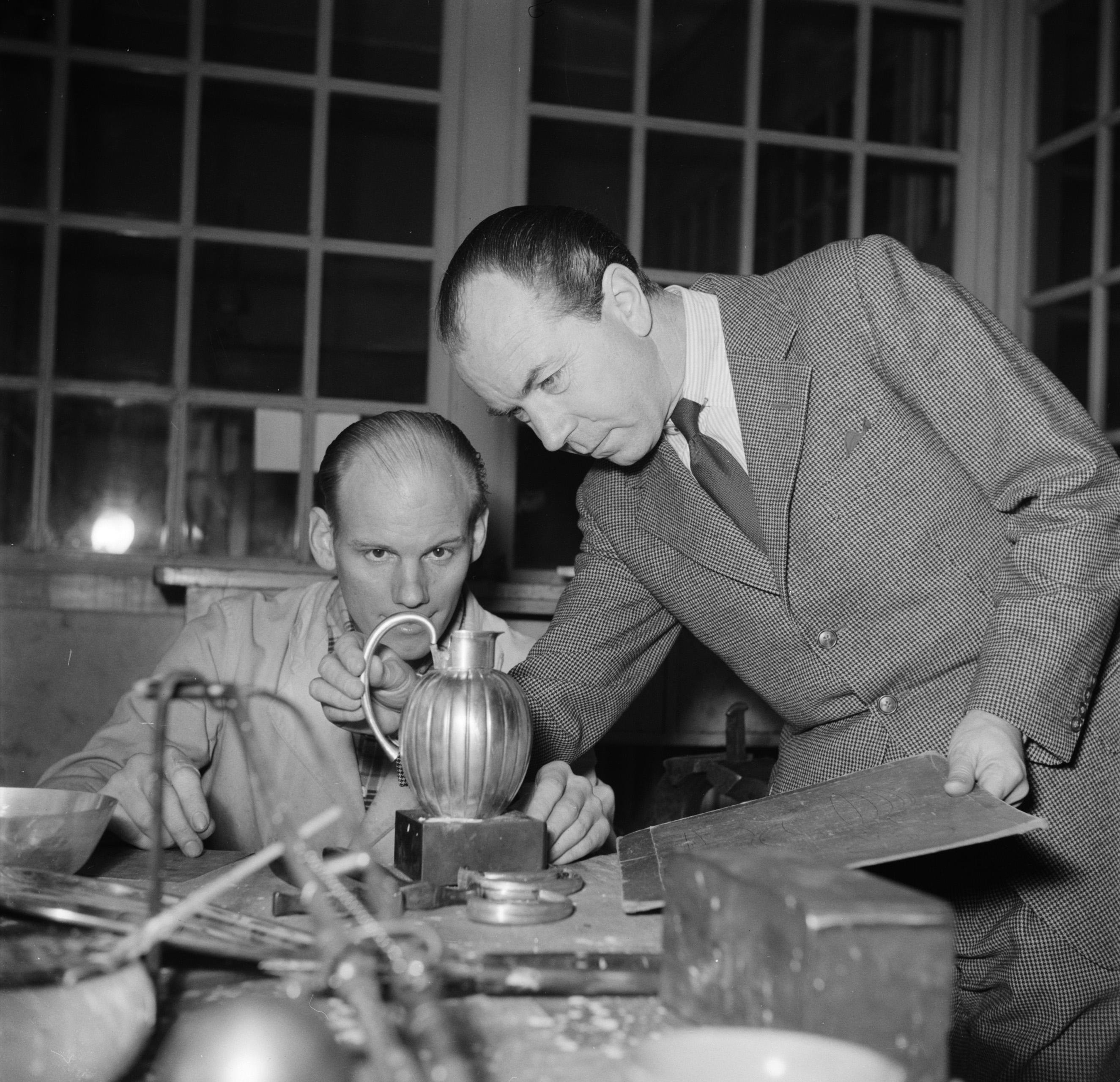
Сигвард Бернадот (стоит) и серебряных дел мастер рассматривают серебряный молочник, спроектированный Бернадотом

Получил домашнее образование, затем учился в закрытой школе-интернате Лундбергс. В 1926 принц поступил в Уппсальский университет (старейший в Скандинавии, основан в 1477), где изучал политологию и историю искусств. В 1929 он получил диплом и в том же году спроектировал дизайн витража для церкви в школе Лундбергс. В 1929 году принца зачисляют на декоративное отделение под руководство профессора Улле Йортцберга, влияние которого на творчество Сигварда неоспоримо. Сигвард продолжил обучение в университетском колледже искусств, ремёсел и дизайна Konstfack в Стокгольме, где вошёл в число художников, которым было поручено оформление Стокгольмской выставки архитектуры и дизайна 1930 года.
После окончания Колледжа искусств молодой дизайнер отправился в немецкий Мюнхен, где приступил к изучению сценографии в Государственном училище прикладного искусства.
Вместе с дизайнером Актоном Бьорном, Сигвард организовал компанию Sigvard Bernadotte & Acton Bjørn, Industridesign, Merkantil grafik, головной офис находился в Копенгагене, а в Стокгольме и Нью-Йорке действовали филиалы. В конце 50-х годов компания была разделена. Чуть позже, в 1964 году, Сигвард Бернадот осуществил свою давнюю мечту: он открыл собственную фирму Bernadotte Design AB, клиентами которой стали крупнейшие экспортные предприятия Швеции. В этом же году Бернадот был назначен главным дизайнером шведского павильона на Всемирной выставке в Нью-Йорке, а пять лет спустя Bernadotte Design AB объединяется с британской компанией Allied International Designers. Новая фирма получила название Bernadotte International.
Сигвард Бернадот стал промышленным дизайнером. Он проектировал разнообразные предметы — от оправ для очков и повседневных изделий из пластика до транзисторных радиоприёмников и роскошных серебряных сервизов для фирмы Georg Jensen (основатель Георг Артур Йенсен). Среди его работ можно встретить мебель, ковры, логотипы и даже афишу к первому шведскому звуковому фильму. Рабочие материалы также были разнообразны: керамика, стекло, пластмасса, металл, дерево, текстиль..

## Браки и дети
Порой ходили слухи о романтических отношениях молодого Сигварда с различными европейскими принцессами, что он чуть ли не помолвлен то с Марией Франческой, то с Юлианой Нидерландской. Ещё поговаривали, будто он обручился с Гретой Гарбо, но, хотя принц и актриса были знакомы, связи у них не было.
Был женат трижды:
1. 8 марта 1934 года в Лондоне женился на простолюдинке актрисе Эрике Марии Пацек, не получив на это согласия королевской семьи. Потому был лишён титула и исключён из списка наследников шведского престола. После бракосочетания в Лондоне молодые супруги отправились в Голливуд, где Эрика безуспешно пыталась устроить свою карьеру в кино, а Сигвард занимался декорациями для компании Metro-Goldwyn-Mayer и с 1937 по 1947 принял участие в создании четырёх фильмов в качестве художника-постановщика. Брак просуществовал 9 лет. Развод 14 октября 1943 года. Детей не было.
2. 26 октября 1943-го в Копенгагене Сигвард Бернадотт женился на Соне-Элене Роберт. Родился сын. Развод 6 июня 1961.
3. 30 июля 1961 год, в Стокгольме он женился на Марианне Линдберг, детей у них не было.

Во втором браке с Соней-Эленой родился сын Михаэль Сигвард Бернадот (род. 21 августа 1944 г). Сын — единственный ребёнок Сигварда. Граф Михаэль Сигвард женился 6 февраля 1976 в Штутгарте на Кристине Велльхоэр. У них родилась дочь — графиня Кайза Михаэла София Бернадот фон Висборг (род. 12 октября 1980 года в Штутгарте).